# أسامة حجاج
أسامة عيد حجاج، فنان كاريكاتير أردني من مواليد عمان عام 1973. تلقّى تعليمه في عدة مدارس في منطقة جبل عمان كمدرسة المأمون ومدرسة شكري شعشاعة. حصل على العديد من جوائز التقديرالمدرسية خلال فترة دراستة. أثّر شغفه بالفن على دراسته فلم يتمكن منم الالتحاق بالجامعة لدراسة الطيران بسبب تدني علاماته، فالتحق بعدة معاهد مختصة بالرسم. 
عمل في عدة صحف أردنية يومية مثل جريدة الدستور الأردنية وجريدة الرأي الأردنية وصحف أسبوعية مثل البلاد وجريدة المرأة، وعمل في صحيفة الاتحاد الإماراتية. وعمل في جريدة العرب اليوم الأردنية. كما ينشر رسوماته في عدة مواقع عربية وعالمية مثل cagle وموقع cartoonmovement.
كان أسامة حجاج من أوائل رسامي الكاريكاتير الذين تعلّموا رسم الكاريكاتير باستخدام الكمبيوتر وذلك عام 1996، بعد ظهور لوح wacom وبرنامج Corel Painter، وقد اعتمد الرسم باللونين الأبيض والأسود باستعمال أقلام الحبر الصيني قبل ذلك. تتناول رسومات حجاج الحياة الاجتماعية للناس والأمور التي تشغل المجتمع الأردني، خاصة تلك التي تركز على فئة الشباب، وذلك من خلال شخصيتي «عطا» و«عطوة». كما ينشر رسومات تتناول الوضع السياسي في الشرق الأوسط والعالم.

## العمل
نشرت أولى رسوماته الكاريكاتورية في صحيفة صوت المرأة الأسبوعية سنة 1994، عمل بعدها في جريدة البلادالأسبوعية. رسم أسامة شريطاً كاريكاتورياً اسبوعياً بعنوان "الراقصة والسياسي" نشر من خلاله رسماً كاريكاتيرياً عن الإخوان المسلمين تناول حدثاً في تلك الفترة، ما تسبب في سجنه عام 1995. كان أسامة حجاج أول رسام كاريكاتير أردني يُسجن على خلفية رسم كاريكاتير في الأردن. كما سُجن مرة أخرى في العام نفسه بسبب رسم عن رئيس مجلس الأعيان الأردني آنذاك سعد هايل السرور. بسبب هذين الحدثين، قرر أسامة الابتعاد عن رسم الكاريكاتير فاتّجه لتصميم الرسوميات أو فن الغرافيك، فعمل عام 1997 في التلفزيون الأردني في برنامج "على الهوا سوا" رساماً يصوّر بقلمه صور المتصلين على الهواء مباشرة.
عمل أسامة حجاج في عدة صحف اردنية يومية كجريدة الدستور وجريدة الرأي وجريدة العرب اليوم. واجه أسامة تحديات رقابة المحررين وتعديلاتهم غير المقنعة - من وجهة نظره- فترك الصحافة ليركز عمله في منصات التواصل الاجتماعي. كان أسامة حجاج من أوائل رسامي الكاريكاتير الذين ينشرون رسم الكاريكاتير في منصات التواصل ما زاد معرفة الجمهور به. استعانت به الملكة رانيا العبد الله لمواجهة رسم مسيء نشرته مجلة شارلي إبدو الفرنسية للطفل الكردي إيلان الكردي، فنشر أسامة رسماً رداً على المجلة الفرنسية انتشر في صحف ومحطات تلفزة عديدة في أنحاء العالم.
انتشرت بعض رسوماته واشتهرت عالميا، أهمها رسمة "the world as we know" التي انتشرت عالمياً.
حاوره الفنان المصري محيي الدين اللباد سنة 2004 وكتب عن موهبته في كتاب «نظر 4».
ويشار إلى أن البريد الأردني قد أصدر مجموعة طوابع بريدية بعنوان «الرسم الكاريكاتيري» عام 2013، اختيرت فيها شخصيات «عطا وعطوة» للفنان أسامة على 3 طوابع من أصل 6، واختيرت شخصيات للفنان عماد حجاج على 3 طوابع.

## العضويات
أسامة حجاج عضو في الهيئات والنقابات التالية:
- عضو رابطة رسامي الكاريكاتير الأردنية
- عضو رابطة رسامي الكاريكاتير الفرنسية
- عضو رابطة رسامي الكاريكاتير الأمريكية
- عضو منظمة كارتون فور بيس الفرنسية

## المعارض
شارك أسامة حجاج في عدة معارض في الأردن والجزائر ومصر والعراق ولبنان وتونس والمغرب. أما أول معرضٍ شخصي له فقد نُظّم في قاعة منظمة اليونسكو في باريس عام 2016. كما شارك في عدة معارض مشتركة مع فنانين عالميين في فرنسا وإيطاليا والمكسيك والولايات المتحدة وهولندا وكوريا الجنوبية. تتضمن المعارض المشتركة التي شارك فيها أسامة:
- مهرجان الفقاعات في الجزائر سنة 2008
- معرض مشترك في كوريا الجنوبية سنة 2009
- معرض ميموريال دي كان-نورماندي في فرنسا سنة 2015[6]
- معرض مشترك/متحف التاريخ – هولندا سنة 2018
- معرض مشترك/الخطوط الحمراء المكسيك سنة 2018
- معرض مشترك/ سانت مارتيل فرنسا سنة 2017
- معرض شخصي/ منظمة اليونسكو – باريس سنة 2016

## المطبوعات
- كتاب «نظر4» للفنان المصري محي الدين اللباد مع عدد من الفنانين العرب - 2004
- كتاب «الكرتونجية» مشترك مع عدد من رسامي الكاريكاتير الأردنيين - 2012
- كتاب رسومات الثورة التونسية في تونس - 2012
- كتاب Tale Spin المشترك مع الكاتبة الهندية Nickunj Malik سنة 2015[7][8]

## الجوائز
حصل أسامة حجاج خلال مسيرته في فن الكاريكاتير على العديد من الجوائز وشهادات التقدير، أبرزها:
-	الجائزة الأولى من المهرجان الدولي للكاريكاتير الذي أقيم في المغرب عام 2017
-	الجائزة الأولى من مهرجان الفكاهة الدولي في إيطاليا عام 2018
-	الجائزة الأولى من الملتقى الثقافي العربي – الأردن 2016
-	الجائزة الأولى - الفكاهة الأردنية (سواليف) سنة 2017
-	الجائزة الثانية - ذكرى 15 تموز/تركيا سنة 2017
-	الجائزة الأولى - جائزة الصحافة الفرنسية- مهرجان سان جوس فرنسا 2023

## وصلات خارجية
- الرسمي